# Géza Révész

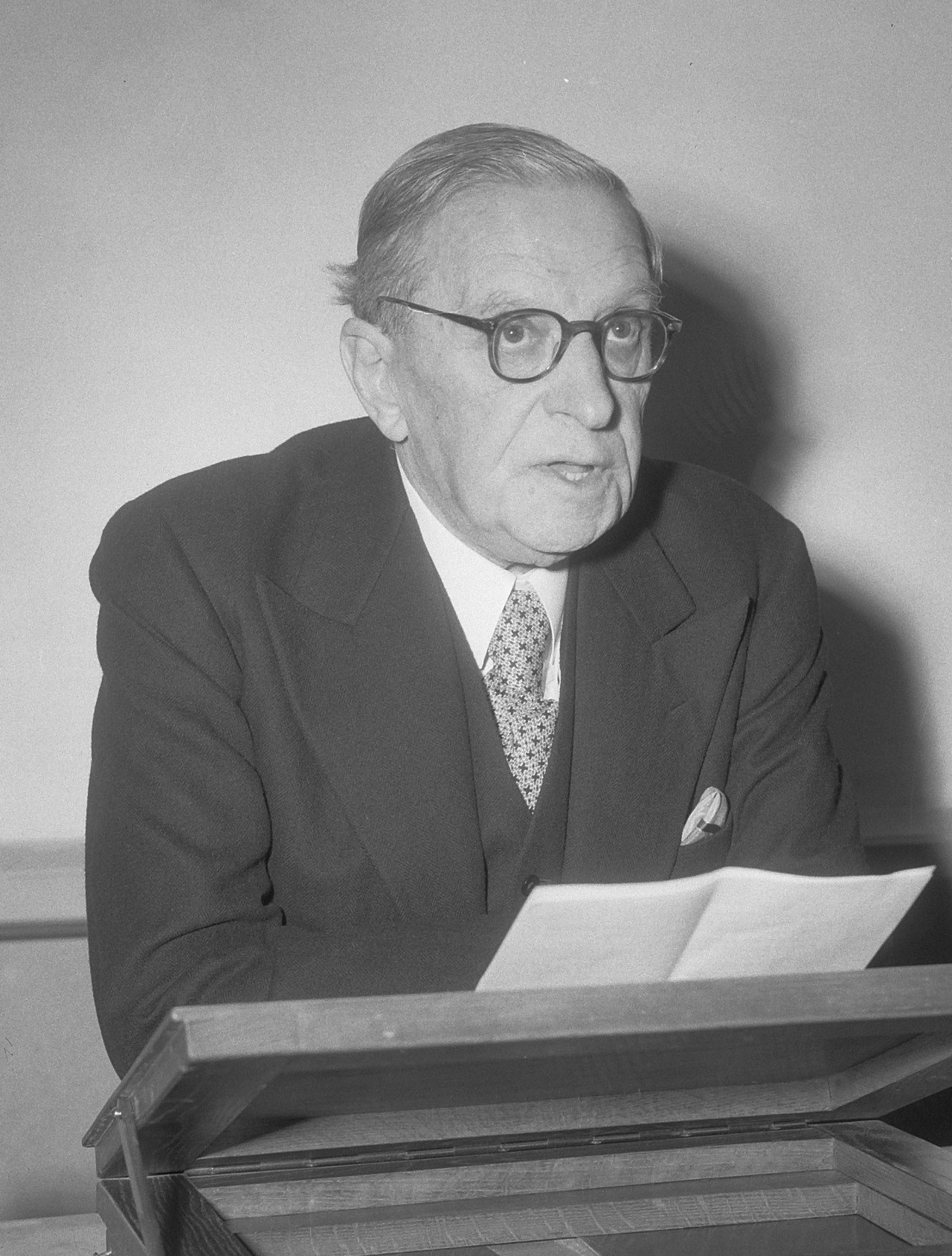
Géza Révész, 1953

Géza Révész (* 9. Dezember 1878 in Siófok, Österreich-Ungarn; † 19. August 1955 in Amsterdam) war ein ungarisch-niederländischer Psychologe.

## Leben
Nach dem Studium der Rechte wechselte Géza Révész an die Universität von Göttingen, wo er unter Georg Elias Müller Psychologie studierte und 1906 mit dem Doktor abschloss. Seine Freundschaft zu seinem Studienkollegen David Katz führte später zu einer Zusammenarbeit in mehreren Untersuchungen. 1908 kehrte er nach Budapest zurück, wo er an der Universität zum Professor für experimentelle Psychologie ernannt wurde. Außerdem hielt er Vorlesungen an der Militär-Akademie, was ihm den Ruf einbrachte, als erster psychologische Tests für Lehrer an dieser Akademie entwickelt zu haben. Er begründete das erste psychologische Institut in Ungarn.
Ab 1910 galt Révész’ Interesse dem „Wunderkind“ Ervin Nyíregyházi, den er vier Jahre lang beobachtet. Er verglich ihn mit Mozart, weil Nyíregyházi ebenfalls mit sechs Jahren komponierte und Révész zeichnete das Bild eines manisch kreativen Kindes, das morgens um sechs Uhr aufstand, um sich sofort ans Komponieren zu machen. Nyíregyházi besaß das absolute Gehör, verfügte über ein phänomenales Gedächtnis und konnte die Partitur einer Symphonie behalten, wenn er sie einmal gelesen hatte. Mit verbundenen Augen konnte er die besten Schachspieler in Budapest schlagen. Révész traf auf einen Präzisionsfanatiker, der sich übertrieben genau ausdrückte, schon sehr zeitig an Selbstüberschätzung litt, wohl aber alles in allem die Liebenswürdigkeit in Person war. Die Studie erschien 1916 in Leipzig und wurde ein Klassiker auf ihrem Gebiet.
Nach dem Ende der Räterepublik emigrierte Révész in die Niederlande. Ab 1923 hielt er hier Vorlesungen über Gewerbepsychologie und als er niederländischer Staatsbürger war, wurde er 1932 Professor an der Städtischen Universität von Amsterdam, wo er ein psychologisches Institut gründete. 1935 gab er die Zeitschrift „Acta Psychologica“ heraus, bis die Niederlande im Zweiten Weltkrieg von den Nationalsozialisten besetzt wurden. 1950 wurde die Zeitschrift wieder aufgelegt und Révész blieb bis zu seinem Tod ihr Herausgeber.
1949 wurde er korrespondierendes Mitglied der Bayerischen Akademie der Wissenschaften.

## Wirken
Seine Arbeit umfasste sehr verschiedene Bereiche. Sein frühes Interesse war auf die visuelle Wahrnehmung zentriert, und später beschäftigte er sich mit den psychologischen Aspekten von Musik (Musikpsychologie). Er führte Tests bezüglich des Tastsinns durch und identifizierte jene Elemente der taktilen Wahrnehmung, die nicht durch die optischen und akustischen Sinne gesteuert werden (Sinnespsychologie). Diese Forschung brachte ihn in Kontakt mit Blinden und Révész, bewegt von Mitgefühl, führte Studien über das persönliche Leben der Blinden durch. Er interessierte sich auch für die grundlegenden Unterschiede zwischen Mensch und Tier und produzierte in diesem Zusammenhang seine Studie über die Ursprünge der Sprachen (Sprachpsychologie).
Daneben befasste er sich mit Sozialpsychologie sowie der Psychologie der Begabung und des Denkens.
In Siófok sind die Géza-Révész-Straße (Révész Géza utca) und das Révész Géza utcai stadion des örtlichen Fußballclubs Bodajk FC Siófok nach ihm benannt.

## Veröffentlichungen (Auswahl)
- Erwin Nyiregyházi: psychologische Analyse eines musikalisch hervorragenden Kindes. (Leipzig, 1916)
- Das frühzeitige Auftreten der Begabung: und ihre Erkennung. 1921
- Prüfung der Musikalität. 1920
- Die Formenwelt des Tastsinnes. Erster Band. Grundlegung der Haptik und der Blindenpsychologie. Verlag: Martinus Nijhoff, 1938.
- Die Formenwelt des Tastsinnes. Zweiter Band. Formästhetik und Plastik der Blinden. Verlag: Martinus Nijhoff, 1938.
- Psychology and Art of the Blind (1950)
- Die menschliche Hand. Verlag Karger, 1944
  - engl. Ausgabe: The Human Hand (1958)
- Einführung in die Musikpsychologie. 1946
- Ursprung und Vorgeschichte der Sprache. 1946
  - engl. Ausgabe: The Origins and Prehistory of Language (1956)
- Die Bedeutung der Psychologie für die Wissenschaft, für die Praxis und die akademische Ausbildung der Psychologen. 1947
- Die Analyse der schöpferischen Tätigkeit. Talent und Genie. Francke Bern. 1952
- Die Trias: Analyse der dualen und trialen Systeme. Verlag der Bayer. Akad. d. Wiss. München, 1957

Vittorio V. Busati: Leve De Psychologie! honderd jaar psychologische wetenschap aan de UvA. (100 Jahre psychologische Wissenschaft an der UvA.) Verlag: Bakker, 2007 in holländischer Sprache. ISBN 978-90-351-3255-9